# Draba shiroumana
Draba shiroumana là một loài thực vật có hoa trong họ Cải. Loài này được Makino mô tả khoa học đầu tiên năm 1904.